# Isekai Ojisan
Isekai Ojisan (jap. 異世界おじさん) ist eine Manga-Serie von Hotondoshindeiru, die in Japan seit 2018 erscheint. Sie wurde als Anime adaptiert und wurde in mehrere Sprachen übersetzt. Der auch international veröffentlichte Anime wurde als Uncle from Another World bekannt. Die Comedy-Geschichte erzählt von einem Mann, der nach 17 Jahren in einer Fantasy-Welt nach Japan zurückkehrt und sich in dieser Welt wieder zurechtfinden muss.

## Inhalt
Im Alter von 34 Jahren erwacht Yōsuke Shibazaki (嶋㟢 陽介) aus einem 17 Jahre andauernden Koma. Doch in dieser Zeit, so erzählt er seinem Neffen Takafumi Takaoka (高丘 敬文), sei er die ganze Zeit in einer anderen Welt gewesen. Dort habe er als Abenteurer Monster bekämpft und Zauberei erlernt. Den Unglauben Takafumis kann sein Onkel bald überwinden, denn es gelingt ihm, auch in dieser Welt zu zaubern. Mangels einer anderen Unterkunft zieht Yōsuke kurzerhand bei seinem darüber wenig begeisterten Neffen ein. Takafumis Onkel zeigt sich immer wieder erstaunt über die technischen Wunder, die in der Zeit seiner Abwesenheit entstanden sind. Vor allem aber interessiert den passionierten Gamer der Ausgang des Konsolenkriegs zwischen Sega und Nintendo – und er ist erschüttert, mit Sega auf die falsche Konsole gesetzt zu haben. Mittels seiner Kräfte und der Unterstützung seines Neffen kann Yōsuke auf Youtube Geld verdienen und so zum Einkommen beitragen. Die Zauberei erlaubt ihm außerdem, seine Erlebnisse in der anderen Welt wie auf einem Fernseher zu zeigen. Sein Neffe ist dabei immer wieder frustriert mit anzusehen, wie dumm, ungeschickt oder unempathisch sich sein Onkel anstellt und wie er immer wieder die Avancen eines Elfenmädchen nicht versteht, sodass sich aus derer einseitigen Liebe nie mehr entwickelte. Bald kommt Takafumis Kindheitsfreundin Sumika Fujimiya (藤宮 澄夏) dazu. Sie glaubt erst, der Onkel ließe sich nur aushalten und nutze Takafumi aus. Doch als auch sie seine Kräfte kennenlernt, ist sie interessiert. Und da sie schon lange in Takafumi verliebt ist, will sie sich von dessen Onkel nur zu gern dabei helfen lassen, ihm näherzukommen.

## Veröffentlichung
Der Manga erscheint seit Juni 2018 im Online-Magazin ComicWalker des Verlags Kadokawa Shoten. Dieser bringt die Kapitel auch gesammelt in bisher 13 Bänden heraus (Stand: März 2025). Eine englische Fassung erscheint bei Yen Press, eine italienische bei Planet Manga. 

## Anime-Fernsehserie
Auf Grundlage des Mangas entstand bei Studio AtelierPontdarc eine Adaption als Anime mit 13 Folgen. Das Drehbuch schrieb Kenta Ihara und Regie führte Shigeki Kawai. Für das Charakterdesign war Kazuhiro Ōta verantwortlich und die künstlerische Leitung lag bei Yoshito Takamine. Die 3D-Animationen leiteten Michiru Odaka und Yū Karube, für die Kameraführung war Kentarō Minegishi zuständig und die Tonarbeiten leitete Jin Aketagawa.
Die Adaption wurde im Juni 2021 erstmals angekündigt. Der Anime wurde vom 6. Juli 2022 bis 8. März 2023 von den Sendern Tokyo MX, Sun TV, KBS Kyoto, TV Aichi, AT-X und BS11 in Japan ausgestrahlt sowie international von Netflix veröffentlicht. Die internationale Veröffentlichung erfolgte mit Synchronfassungen unter anderem auf Englisch, Französisch, Italienisch und Deutsch.

### Synchronisation
Die deutsche Synchronfassung entstand bei Oxygen Sound Studios unter der Regie von Bartosz Bludau und nach einem Dialogbuch von Dennis Saemann.
| Rolle                           | japanische Stimme (Seiyū) | deutsche Stimme |
| ------------------------------- | ------------------------- | --------------- |
| Takafumi Takaoka                | Jun Fukuyama              | Lucas Wecker    |
| Sumika Fujimiya                 | Mikako Komatsu            | Moira May       |
| Ojisan / Onkel Yōsuke Shibazaki | Takehito Koyasu           | Jaron Löwenberg |
| Alicia                          | Aki Toyosaki              |                 |
| Mabel                           | Aoi Yūki                  | Lin Gothoni     |
| Elf                             | Haruka Tomatsu            | Lea Kalbhenn    |
| Sawae                           | Hisako Kanemoto           |                 |
| Edger                           | Kenichi Suzumura          |                 |
| Raiga                           | Nobuhiko Okamoto          |                 |

### Musik
Die Musik der Serie wurde komponiert von Kenichiro Suehiro. Der Vorspann ist unterlegt mit dem Lied Story von Mayu Maeshima und das Abspannlied ist Ichibanboshi Sonority von Yuka Iguchi.